# Ouwe Rij
De Ouwe Rij (Aldrij) is een kanaal in de gemeente Waadhoeke in de Nederlandse provincie Friesland.
De Ouwe Rij loopt van de Ouwe Faart en de Kaaifaart in Oude Bildtzijl langs de plaats Oude Leije naar de Zuidhoekstervaart in Vrouwbuurtstermolen. Op dit punt staat de Vrouwbuurstermolen. Het kanaal maakt deel uit van de route van de Elfstedentocht. Op deze plaats sloten vijf rijders in 1956 het zogenaamde Pact van Vrouwbuurstermolen, waarbij zij afspraken gelijktijdig over de finish in Leeuwarden te zullen gaan. Zij werden alle vijf gediskwalificeerd.
Zwette · Stadsgracht (Sneek) · Geeuw · Wijddraai · Wijde Wijmerts · Nauwe Wijmerts · Noorder Ee · Ee (Woudsend) · Slotermeer · Slotergat · Slotermeer · Luts · Van Swinderenvaart · Spookhoekstervaart · Rijstervaart · Oud-Karre · Johan Frisokanaal · Morra · Johan Frisokanaal · Noorderdijkvaart · Het Wijd · De Gronzen · Indijk · Zijlroede (Hindeloopen) · Oude Oostervaart · Dijkvaart · Horsa · Burevaart · Diepe Dolte · Workumertrekvaart · Het Kruiswater · Stadsgracht (Bolsward) · Witmarsumervaart · Harlingervaart · Bolswardervaart · Zuidoostersingel · Noordoostersingel · Noordergracht (Harlingen) · Van Harinxmakanaal · Sexbierumervaart · Noordergracht (Franeker) · Dongjumervaart · Ried · Berlikumerwijd · Moddergat · Wierzijlsterrak · Blikvaart · Zuidhoekstervaart · Ouwe Rij · Leistervaart · Finkumervaart · Dokkumer Ee · Het Kleindiep · Dokkumer Ee · Oudkerkstervaart · Murk · Ouddeel · Bonkevaart (finish)